# Corynebacterium urealyticum
Corynebacterium urealyticum é uma espécie bacteriana do gênero Corynebacterium. Não é comumente encontrada em pessoas saudáveis e é frequentemente isolada de infecçõesdo trato urinário. Em contraste a bactérias como Escherichia coli, C. urealyticum, como o nome indica, segreta urease, enzima que é forte o suficiente para tornar a urina alcalina. Isso pode levar à formação de cálculos de estruvita, ou de pedras no rim.
Fatores de risco associados a esta bactéria incluem, imunossupressão, transtornos genitourinários, assim como tratamento com antibióticos. C. urealyticum é a bacteria do gênero Corynebacterium mais comum em infecções do trato urinário.